# Dante aux enfers
Le Dante aux enfers ou Le Dante, conduit par Virgile, offre des consolations aux âmes des envieux  est un tableau d'Hippolyte Flandrin réalisé en 1835, une peinture à l'huile conservée au musée des Beaux-Arts de Lyon.

## Histoire
Ce tableau est une illustration d'un extrait de la Divine comédie de Dante Alighieri, se trouvant dans le Chant XIII du Purgatoire ; Flandrin y représente le passage du poète dans le deuxième cercle du Purgatoire, celui des envieux, lors de son voyage supraterrestre.

### Contexte de réalisation
Fort de sa lecture de Dante et la vie des Saints en 1834, il décide d'entreprendre la peinture de son œuvre à Rome au début de janvier 1835. Il affirmait s'être « jeté dans une terrible entreprise » et craignait que son maître Ingres ne l'approuve pas. La création de cette œuvre était d'autant plus difficile que le peintre souffrait de problèmes de vue : il se plaignait d'avoir pris « une espèce de faiblesse dans la vue », et son frère Paul Flandrin qui l'avait rejoint à Rome affirmait sa peur de devenir aveugle.

### Dante et Virgile
Cette œuvre fait ainsi référence à la Divine comédie de Dante ; on peut y voir le poète accompagné de Virgile au sein du Purgatoire, lieu d'expiation des péchés. Dans son récit d'un voyage supraterrestre, Dante illustre le Purgatoire comme un mont où se succèdent sept cercles, représentants les sept péchés : ici, il s'agit du cercle des envieux. Dante et Virgile traversent ainsi cette partie du Purgatoire où sont regroupés ceux qui ont fait preuve d'envie et de désir vis-à-vis des biens d'autrui lors de leur vie terrestre; en guise de punition, leurs paupières sont cousues au fil de fer.

## Description
La scène est représentée avec une certaine distance mais à hauteur d'homme. Le spectateur de l'œuvre se sent donc aussi spectateur de la scène représentée.
Le tableau est divisé en deux parties ; la première, à gauche, est partagée entre la roche et les Envieux. La seconde, à droite, est partagée par Dante, Virgile et le ciel nuageux. Le contraste entre les deux pans du tableau est prononcé.
Dans des esquisses réalisées par Flandrin avant la réalisation finale du tableau on peut voir le soin qui a été apporté à la position des personnages. Ceux-ci sont en effet affalés les uns sur les autres, comme épuisés, se lamentant sur leur sort. De plus, fidèle à la description faite par Dante dans son livre, Flandrin a bien représenté les Envieux comme se confondant avec la pierre. Voilà pourquoi une place aussi importante est donnée à la roche du mont du Purgatoire qui occupe en effet plus de la moitié de la surface peinte.
De plus les traits tirés des pécheurs, leurs habits gris, leur couleur pâle rappelle évidemment qu'ils sont morts.
A cette partie s'oppose celle de droite, qui présente nettement plus de couleurs. Tout d'abord, en fond, le ciel bleu quoique nuageux, qui semble contredire la lumière blafarde qui éclaire la scène depuis le côté gauche ; ensuite de par la toge grecque d'un blanc pur du poète Virgile ; enfin et surtout avec l'habit rouge du poète Dante. Cette couleur vive (à l'inverse du blanc de Virgile et du gris des Envieux) permet de rappeler que Dante est le seul homme vivant de la scène, en visite au Purgatoire.
Pour marquer encore plus fort la division entre les deux parties du tableau, Flandrin a joué sur les positions des différents personnages de la scène. Comme évoqué plus haut, la position de pécheurs est basse, ceux-ci sont assis à même le sol, adossé aux parois rocheuses et se reposent les uns sur les autres. Seul un personnage parmi les pécheurs semblent échapper à cette règle : le vieillard qui, la tête relevée dans la direction de Dante, se confesse au poète. Dante, quoique debout, est en effet dans une position d'écoute, penché en avant, le regard plein de compassion pour ce vieillard dont il écoute les lamentations. Reste Virgile, figure presque fantomatique, debout et droit dans le fond de la scène, qui assiste, impassible, à la scène.